# Hannibal - Rome's Worst Nightmare
Hannibal - Rome's Worst Nightmare és un telefilm britànic dirigit per Edward Bazalgette difós el 2006 a la BBC.

## Argument
Com el seu nom indica, la pel·lícula descriu Hannibal Barca, el cartaginès cèlebre.
Fortament inspirat de Titus Livi (llibres XXI a XXV), aquesta pel·lícula ens col·loca l'any 218, quan Sagunt, ciutat sota protectorat romà, és assetjada per les tropes cartagineses d'Hanníbal Barca. Això té com a efecte enganxar el joc de les aliances, Sagunt, segons Roma, és fora de la zona d'influència cartaginesa, mentre que els Cartaginesos fan valer els seus drets sobre aquesta ciutat situat a la zona procedent del repartiment del tractat de l'Iber. Hannibal ignora les advertències romanes i ocupa finalment la ciutat, que incendiarà completament, amb civils a l'interior (Titus Livi, llibre XXI). Roma i Càrtag entren llavors en guerra. Annibal Barca, Magon i Asdrubal, així com Maarbal, determinen la marxa a seguir. Quan de sobte, Annibal exposa a l'assemblea la seva idea audaç...

## Repartiment
- Alexander Siddig: Hannibal Barca
- Emilio Doorgasingh: Maharbal
- Mido Hamada: Mago
- Hristo Mitzkov: Gisko
- Shaun Dingwall: Scipion l'africà
- Tristan Gemmill: Caius Terentius Varro
- Ben Cros: Quintiusos Fabius Maximus Verrucosus
- Valentin Ganev: Paulius
- Bashar Rahal: Hasdrubal Barca
- Bob Dixon: Publius Scipion
- Hristo Mutafchiev: Vandicar
- Teodora Ivanova: Imilce
- Vincent Riotta: Hanno
- Ivan Petrushinov: Boii Chief
- Kenneth Cranham: narrador (veu off)